# Strinne
Strinne is een plaats in de gemeente Kramfors in het landschap Ångermanland en de provincie Västernorrlands län in Zweden. De plaats heeft 167 inwoners (2005) en een oppervlakte van 56 hectare.